# スーパーSWIV
『スーパーSWIV』（スーパーエスダブリューアイブイ）は、1992年11月13日に日本でココナッツジャパンエンターテイメントから発売されたスーパーファミコン用縦スクロールシューティングゲーム。北米では『Firepower 2000』というタイトルでサンソフトから発売され、欧州ではTime Warner Interactiveから発売された。
パソコン用ソフト『SWIV』（1991年）の続編。自機のジープおよびヘリコプターを操作し、世界各国から収奪した兵器を使用して、地下帝国を倒して世界征服を阻止する事を目的としている。『SWIV』は『Special Weapons Interdiction Vehicle(＝特殊兵器破壊車両)』の略。
開発はイギリスのSales Curve Interactiveが行い、ゲーム・デザインは『SWIV』を手掛けたネド・ラングマン、プログラムは『SWIV』を手掛けたロナルド・ピケット・ウィーサリック、音楽はパソコン用ソフト『Rampage』（1987年）を手掛けたデヴィッド・ウィテカーが担当している。
欧州では1994年に『Mega SWIV』のタイトルでメガドライブに移植された。

## ゲーム内容

### システム
パソコンなどでリリースされていた『SWIVシリーズ』のスーパーファミコン版。縦方向への強制スクロール。8方向移動、通常弾、弾数制限のある特殊弾と典型的なシューティングゲームである。プレイヤーは特性の違うジープ型、ヘリコプター型の2種類から自機を選ぶ。世界各国から入手した兵器で覇権を狙う地下帝国にSWIVを駆り戦いを挑む。全6ステージ。

### 自機の特性
ジープ型
8方向に通常弾を撃てるが、地形(建造物や河川など)の影響を受ける。小さな障害物ならばジャンプで飛び越えることができる。また戦闘機など空中の敵とは接触しない。
ヘリコプター型
地形の影響を受けないが、上方向にしか通常弾を撃てない。地上の敵とは衝突しない。
2人同時プレイ時にはバギー2台、ヘリ2機といったような編成はできない。

### アイテム
黄色いコンテナを破壊すると出現するもの
通常弾(任意のボタンで切換可)
- バレット 初期装備。
- フレイム 火炎を放射する。威力は高いが射程が短い。
- プラズマ 発射方向に扇状に広がる。威力は低め。
- レーザー 敵を貫通する。威力は高め。
- イオニック 敵に当たると跳ね返って方向にも攻撃できる。

特殊弾
- Xミサイル
- ホーミングミサイル
- サークル

バリア設備を破壊すると出現するもの
- バリア 敵の攻撃を防ぐ。バリア装備時に取ると画面上の敵を一掃する。

特定の敵を倒すと出現するもの
- 星(☆) 得点ボーナス。ステージクリア時に獲得数に応じて得点が入る。

### その他
- 最初のエクステンドは100,000点。コンテニュー無し。
- ジープ型が画面の端と地形に挟まれてもミスにはならない。無敵状態で他地点に飛ばされる。

## ステージ構成
LEVEL 1
荒野～廃墟
ボスは巨大砲台。
LEVEL 2
森林地帯～クレーター地帯
敵大型戦車群を抜け、激戦の後と見られるクレーター地帯へ。
ボスは巨大砲台。
LEVEL 3
涸れた川～ダム
画面両端にはジープは登れないのでそれに対応した操作が必要。
ダムに差し掛かるとジープは戦闘ボートに乗り換える。
ボスは固定に設置された戦闘ユニット。
LEVEL 4
空港～空中～巨大ヘリ
途中、ジープ、ヘリともにジェット戦闘機への乗換えがある。ジェットの特性はヘリと同じため、ジープ型のプレイヤーは基本戦術の変更が必要となる。
後半はいわゆる巨大戦艦ステージ。
ボスは巨大ヘリの機種部分が分離した戦闘機。
LEVEL 5
火山
アイテム『イオニック』が初登場。
ボスは大型砲台。
LEVEL 6
要塞
非常に入り組んだ地形になっており、特にジープでの攻略は難しい。場所によっては自機が通るのがやっとという隘路もある。
ボスは要塞のセントラル･コア。

## 移植版
| No. | タイトル  | 発売日     | 対応機種     | 開発元                  | 発売元                  | メディア     | 型式       | 備考 |
| --- | --------- | ---------- | ------------ | ----------------------- | ----------------------- | ------------ | ---------- | ---- |
| 1   | Mega SWIV | 1994年11月 | メガドライブ | Sales Curve Interactive | Time Warner Interactive | ロムカセット | T-48366-50 |      |

## スタッフ
スーパーファミコン版
- ゲーム・アーティスト：ネド・ラングマン
- プログラマー：ロナルド・ピケット・ウィーサリック
- プレセンテーション・アーティスト：ロバート・ウィテカー
- 音楽、効果音：デヴィッド・ウィテカー（英語版）

- メガドライブ版
- プログラマー：ケン・マーフィット、チャーリー・ロブソン
- アーティスト：ネド・ラングマン、ロバート・ウィテカー
- プロデューサー：シーン・ケリー
- サンクス：ゲーム・テスター、マシュー・サンサム、クリス・リップスコーン、ケヴィン・フィルソン、マイケル・ウォルストン、ロバート・ルータス

## 評価
ゲーム誌『ファミリーコンピュータMagazine』の読者投票による「ゲーム通信簿」での評価は以下の通りとなっており、19.50点（満30点）となっている。この得点はスーパーファミコン全ソフトの中で227位（323本中、1993年時点）となっている。
| 項目 | キャラクタ | 音楽 | 操作性 | 熱中度 | お買得度 | オリジナリティ | 総合  |
| 得点 | 3.38       | 3.38 | 3.38   | 3.38   | 2.75     | 3.25           | 19.50 |